# خاویر پینولا
خاویر پینولا (انگلیسی: Javier Pinola؛ زادهٔ ۲۴ فوریهٔ ۱۹۸۳) بازیکن فوتبال اهل آرژانتین است.
از باشگاه‌هایی که در آن بازی کرده‌است می‌توان به باشگاه فوتبال اتلتیکو مادرید، باشگاه فوتبال بوکا جونیورز، باشگاه فوتبال سانتا فه، باشگاه فوتبال اتلتیکو مادرید بی، باشگاه فوتبال نورنبرگ، باشگاه فوتبال روساریو سنترال، و باشگاه فوتبال راسینگ کلوب آویاندا اشاره کرد.
وی همچنین در تیم ملی فوتبال آرژانتین بازی کرده‌است.